# Sainte-Rose, Guadeloupe
Sainte-Rose är en kommun i det franska utomeuropeiska departementet Guadeloupe i Västindien. År 2022 hade kommunen 17 494 invånare.

## Befolkningsutveckling
Antalet invånare i kommunen Sainte-Rose
| Referens: INSEE |